# Стадион Урбано Калдеира
Стадион Урбано Калдеира (порт. Estádio Urbano Caldeira), је стадион у предграђу Сантоса, у Сао Паолу, Бразил. Изграђен је 1916. године, власништво фудбалског клуба ФК Сантоса и кориштен за Првенство Јужне Америке у фудбалу 1949. године.
Стадион је отворен 12. октобра 1916. године са утакмицом ФК Сантоса у којој је победио ФК Клуб Атлетико Ипиранга са 2:1, први гол у историји стадиона је постигао Адолфо Мирон Жр.

## Историја стадиона
Стадион је добио име по Урбано Калдеири, бившем играчу, менаџеру и председнику ФК Сантоса 1933. године. Свој надимак Вила Белмиро стадион је добио из назива предграђа Сантоса у Сао Паулу у коме се стадион налази.. Са времена на време ФК Сантос користи Стадион Пакаембу као домаћин, када процени да ће утакмица имати већу гледаност located in the city of São Paulo for important games due to the low capacity of Vila Belmiro.
Капацитет стадиона је повећаван неколико пута, заједно са реновацијом, током деведесетих и двехиљадитих. Највећа пажња је посвећена иригацији и дренажи терена. Такође је и трава мењана. Највећа посета, 32.989 гледалаца, на стадиону је била 1964. године на утакмици између ФК Сантоса и ФК Коринтијанса. Тренутни капацитет стадиона је 16.798 посетилаца.